# Belgische ufogolf

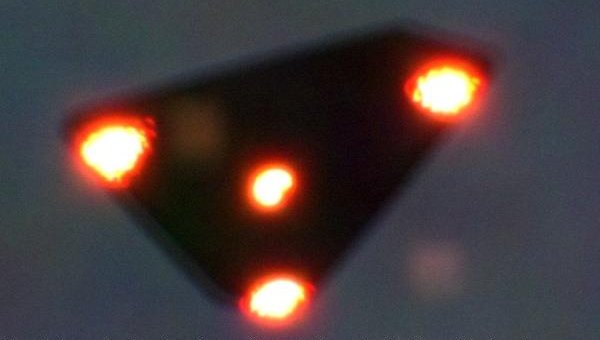
Foto die tijdens de Belgische ufogolf in 1990 van een zwarte driehoekige (veronderstelde) ufo genomen zou zijn in Wallonië. De foto werd wel pas 4 maanden later vrijgegeven en was dus geen directe aanleiding tot de ufogekte. Eind juli 2011 bekende de maker van de foto dat het om een trucage ging.

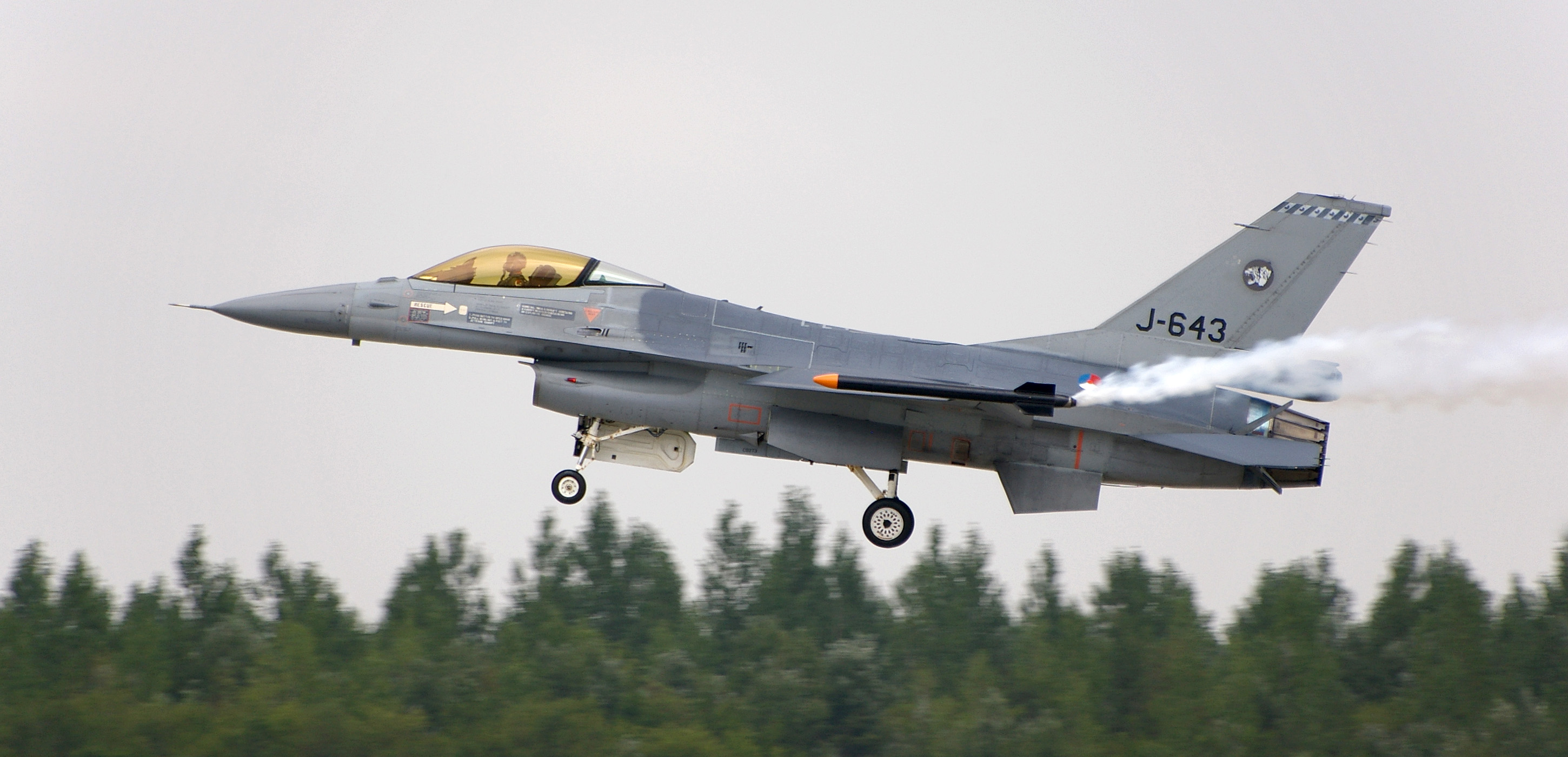
F-16

De Belgische ufogolf verwijst naar een reeks van meldingen over driehoekige ufo's in België, die duurde van 29 november 1989 tot begin 1991. Deze zaak van ufo-waarnemingen is uniek in die zin dat burgerlijke en militaire ambtenaren onderling informatie uitwisselden en samenwerkten en hierover vrij in te kijken rapporten samenstelden.
De Belgische ufogolf bereikte met de gebeurtenissen van de nacht van 30 op 31 maart 1990 een hoogtepunt. Op die nacht werden onbekende voorwerpen gevolgd op de radar, gefotografeerd en waargenomen door naar schatting 13.500 mensen op de grond. 2.600 van hen hebben schriftelijke verklaringen in detail afgelegd van wat ze hadden gezien. Na het incident bracht de Belgische luchtmacht een rapport uit over de gebeurtenissen van die nacht.

## Verloop
Rond 23.00 uur op 30 maart ontving de toezichthouder voor het controlecentrum (CRC) te Glaaien meldingen dat er drie ongewone lichten werden gezien richting Thorembais-Gembloux, dat ten zuidoosten van Brussel ligt. De lichten waren helderder dan sterren en de kleur wisselde tussen rood, groen en geel. Ze leken gepositioneerd op de hoeken van een gelijkzijdige driehoek. Op dat ogenblik verzocht Glons CRC de rijkswacht van Waver een patrouille te sturen ter bevestiging van de waarneming.
Ongeveer 10 minuten later werd een tweede reeks lichten waargenomen, die zich verplaatsten in de richting van de eerste driehoek. Tegen 23.30 uur werden de eerste waarnemingen door de rijkswacht van Waver bevestigd. Glons CRC had het fenomeen ook op radar kunnen volgen. Intussen had de tweede reeks lichten zich, na wat grillige manoeuvres te hebben uitgevoerd, gegroepeerd in een kleinere driehoek. Na een tweede radarmelding die de eerste bevestigde, gaf Glons CRC net voor middernacht het bevel om twee F-16 jachtvliegtuigen te laten opstijgen vanuit de luchtmachtbasis van Bevekom. Gedurende de hele tijd was het fenomeen duidelijk zichtbaar geweest vanaf de grond. Getuigen meldden dat de lichten binnen de hele formatie hun relatieve posities behielden terwijl ze langzaam langs de nachthemel voortgleden. Getuigen maakten ook melding van twee gedimde lichten die zich in de richting van de gemeente Éghezée bewogen, met gelijkaardige grillige bewegingen die ook bij de tweede reeks lichten waren waargenomen.
Het daaropvolgende uur ondernamen de beide F-16 toestellen in totaal negen interceptiepogingen. Bij drie ervan slaagden zij erin om hun radar voor een paar seconden het doel te laten vasthouden, maar de doelen veranderden te snel van positie en snelheid. Tijdens de eerste radar lock-on versnelde het doel van 240 km/u tot meer dan 1770 km/u terwijl het van 2700 m tot 1500 m daalde en daarna weer steeg tot 3350 m om weer tot bijna op grondniveau af te dalen. De eerste afdaling van meer dan 900 m nam minder dan twee seconden in beslag. Soortgelijke manoeuvres werden waargenomen tijdens de twee daaropvolgende radar lock-ons. Op geen enkel ogenblik waren de F-16 piloten in staat om visueel contact met de doelen te krijgen. Ondanks de grote snelheden was er geen geluid te horen dat met het doorbreken van de geluidsbarrière samengaat.
Gedurende deze tijd waren er getuigen die in grote lijnen de informatie, verkregen door radar, zouden bevestigen. Zij beschreven een kleine driehoek die op een bepaald ogenblik volledig uit het zicht verdween, terwijl de grotere driehoek zich snel naar boven verplaatste toen de F-16's snel voorbijvlogen. Na 00.30 uur werd radarcontact veel meer sporadisch en de laatst bevestigde lock-on vond plaats om 00.40 uur. Deze laatste lock-on werd opnieuw verbroken door een versnelling van ongeveer 160 km/u tot 1120 km/u waarna zowel de radar van de F-16's als die van Glaaien en Semmerzake alle contact verloren. Na verscheidene verder onbevestigde contacten keerden de F-16's uiteindelijk na 01.00 uur terug naar hun basis.
De laatste details van de waarneming werden verstrekt door de leden van de gendarmerie van Waver die was uitgestuurd om het oorspronkelijke verslag te bevestigen. Zij beschreven vier lichten, nu gerangschikt in een vierkante formatie, die korte grillige bewegingen maken, alvorens om ongeveer 01.30 uur geleidelijk hun helderheid te verliezen en in vier verschillende richtingen te verdwijnen.
Er zijn die dag volgens getuigen heel wat foto's en films genomen en daaruit bleek dat dit praktisch onmogelijk was: het leverde slechts wazige beelden op. Deze ongewone gebeurtenis werd onderzocht door professor Auguste Meessen, professor natuurkunde aan de Katholieke Universiteit van Louvain-La-Neuve, die concludeerde dat infrarood licht had belet dat de objecten konden worden gefotografeerd. De enige 'goede foto' die er van een ufo in die periode was gemaakt, en die zelfs onderzoekers van NASA niet konden verklaren, bleek later een vervalsing te zijn. Op 26 juli 2011 bekende de maker van de enige ufo-foto waarop de vorm en de lichten te zien waren die honderden getuigen op de dag zelf hadden beschreven dat hij, samen met wat vrienden, de wereldberoemde foto had getrukeerd. Van piepschuim en lampen had hij een model van een ufo gemaakt, dat hij vervolgens had gefotografeerd.

## Sceptici over de radarwaarneming
Wim van Utrecht publiceerde in het septembernummer (1994) van Skepter zijn visie als scepticus op de gebeurtenissen. Een van de piloten van de F-16 die de ufo achtervolgden had een verkeerde handeling uitgevoerd, waardoor zijn radargegevens niet bewaard bleven. De registraties van de tweede F-16, die de bewuste radarwaarneming registreerde, werden in handen gegeven van de aan M.I.T. verbonden natuurkundeprofessor Auguste Meessen. Na een eerste analyse concludeerde de professor dat 'de enige redelijke hypothese deze is van de ufo's, waarvan de prestaties duidelijk in de richting van een niet-aardse herkomst wijzen'. Sceptici reageerden daarop dat een parallel uitgevoerde analyse door kolonel Salmon en door burgerlijk ingenieur Gilmard aantoonde dat er grote fouten zijn gemaakt bij de interpretatie van de radaropnamen. Het officiële onderzoek laat zien dat in ten minste drie van de tien abnormale registraties de boordradar van de ene F-16 de tweede F-16 voor een ufo had aangezien.
Bij de resterende niet-geïdentificeerde echo's wordt door sceptici gedacht aan de weerkaatsing van radargolven op inversielagen of op compacte en vochtige luchtmassa's. De lichtpunten die vroeger op de avond waren gesignaleerd, konden voordien al, aan de hand van een door een getuige gemaakte schets, als sterren worden verklaard. De ongewone meteorologische situatie die die nacht heerste, zou verklaren waarom een groep rijkswachters sterren en planeten voor ufo's had aanzien. Vreemd is volgens sceptici ook dat in een persmededeling die de luchtmacht kort na de F-16-jacht vrijgaf, met geen woord over de radaropnames werd gerept, terwijl de luchtmacht enkele maanden later met het verhaal naar de pers stapte. Het heeft mensen die kritisch staan tegenover de hypothese dat de waarneming een ufo was doen denken dat feitelijke bedoeling was om als afleidingsmanoeuvre voor vluchten met experimentele vliegtuigen of ballons, ofwel om een gebrekkige omgang met pas aangeschafte radarapparatuur af te schrijven naar een externe oorzaak.